# Дорда, Нина Ильинична
Ни́на Ильи́нична До́рда (27 августа 1924, Москва — 26 февраля 2016, Москва) — советская и российская эстрадная певица, сопрано. Заслуженная артистка России (1995). Была одной из самых первых певиц-исполнительниц песен, позже ставших бессменными хитами: «Первый лёд» («Девушка в автомате»), «Ландыши», «Песня остаётся с человеком».

## Биография
Нина Дорда родилась в 1924 году в Москве. Отец — агроном, мать работала лаборантом в Тимирязевской академии. По воспоминаниям Нины Ильиничны, семья жила в подвале и испытывала постоянный недостаток средств. С началом войны отец был призван в РККА и в октябре 1941 года пропал без вести под Ельней.
В 1937 году поступила в Центральную музыкальную школу при Московской консерватории. В 1945 году была принята в оркестр при Центральном Доме культуры железнодорожников под управлением Дмитрия Покрасса.
С 1946 года Дорда — солистка-вокалистка Всесоюзного Гастрольно-Концертного Объединения (ВГКО). Выступала также в оркестре ресторана гостиницы «Москва», где познакомилась с пианистом Михаилом Липским, за которого впоследствии вышла замуж. М. Липский оказал немалое влияние на артистическую карьеру супруги, найдя для неё востребованный сценический образ.
В начале 50-х перешла в Оркестр московского театра эстрады под управлением Николая Миниха, с которым записала свои первые пластинки.
В 1954 году приняла предложение поступить в джаз-оркестр Эдди Рознера и благодаря его обширной гастрольной программе приобрела известность в стране.
По воспоминаниям певицы, она позволяла себе «экстремальные» по тем временам поступки. В частности, одной из первых москвичек села за руль собственной «Победы», чем потрясла воображение комсомольских и партийных активистов.
В 1960 году создала совместно с мужем новый оркестр и в течение двух десятилетий выступала в нём солисткой, продолжая много гастролировать по СССР. Одновременно являлась солисткой Московского мюзик-холла, с которым гастролировала в Северной и Латинской Америке, в Японии (1969—1970).
В 1967 году был снят фильм-концерт «Поёт Нина Дорда».
По оценке постсоветской критики, Нина Дорда проявила себя как «жанровая» певица. Выступая, она олицетворяла собой образ обаятельной современной девушки, её песни звучали искренне, задорно, лукаво, грустно, но, главное, они были о простом и близком, понятном каждому сидящему в зале, мелодии были доступны и быстро подхватывались публикой. Высокий голос приятного тембра, мягкая задушевная манера исполнения, искромётность и озорство позволили певице завоевать искреннюю любовь слушателей. Именно эти её качества вызывали нелицеприятные отзывы о певице в советской официальной прессе.
В 1980-х годах Дорда прекратила выступления. В 1993 году приняла участие в концерте памяти Эдди Рознера «В компании Эдди Рознера».
С 1991 периодически совместно с другими исполнителями 1950 — 1970-х годов (Капиталиной Лазаренко, Тамарой Миансаровой, Владимиром Трошиным, Марией Лукач) принимала участие в программах-ретро, посвящённых советской песне.
В 1995 году выступила с группой «Мегаполис».
Удостоена звания заслуженной артистки России (1995).
Нина Дорда стала прототипом певицы Веры Горды, героини повести Василия Аксёнова «Московская сага», по которой в 2004 году был снят одноимённый телесериал, где роль Горды исполнила Кристина Орбакайте.
Проживала в Москве. Скоропостижно скончалась у себя дома 26 февраля 2016 года. Похоронена на Долгопрудненском кладбище (центральная тер., уч. № 71).

## Личная жизнь
Отец — Илья Фомич Дорда (1894—1941), агроном. Пропал без вести в Великую Отечественную войну.
Мать (крёстная) — Гулёнкова Прасковья Григорьевна (1893—1983). Похоронена на Долгопрудненском кладбище (центральная тер., уч. № 71).
Сестра — Евгения Ильинична (? — 1993), педагог, преподаватель английского языка. Похоронена на Долгопрудненском кладбище.
Первым мужем Нины Дорды стал мужчина, который был на много лет старше её самой.[уточнить] Брак продлился один год.
Вторым мужем Дорды стал пианист и дирижер Михаил Липский, с которым она познакомилась в 1948 году, когда выступала в оркестре ресторана гостиницы «Москва». Прожили вместе 30 лет. Детей нет.

## Творчество
Дебют певицы — песня Дмитрия Покрасса «Три жениха». Наиболее же известные песни в репертуаре Нины Ильиничны — «Ландыши» (Оскар Фельцман на стихи О. Фадеевой) и «Мой Вася» (О. Фельцман — Г. Ходосов), «Может быть» и «Мерелю» Э. Рознера и Ю. Цейтлина, «В нашем городе дождь» и «Я люблю» Э. Колмановского и Е. Евтушенко, «Стиляга», «Серые глаза», «Геологи» А. Пахмутовой на стихи С. Гребенникова и Н. Добронравова, «Как провожают пароходы» А. Островского на стихи Ваншенкина и др. Певица впервые исполнила песню «Первый лёд» (О. Фельцман — А. Вознесенский), которая под названием «Плачет девочка в автомате» стала народной. Одной из первых Дорда включила в свой репертуар танго О. Строка, пела фронтовую лирику.

### Репертуар
- А что солдату надо? (В. Соловьёв-Седой — С. Фогельсон)
- Была весна (П. Креудер — Н. Коваль)
- В звёздный вечер (И. Якушенко — Г. Регистан)
- Весенняя песенка (А. Островский — О. Фадеева)
- Весна в парке (О. Фельцман — И. Финк)
- Где же тут любовь (А. Эшпай — Г. Регистан)
- Для вас, влюблённых (К. Молчанов — Г. Регистан)
- До свиданья, друзья (А. Островский — Л. Ошанин)
- Доброй ночи, москвичи (В. Мещерин — Г. Фере)
- Жду любви (Т. Хренников — Е. Шатуновский)
- Здравствуй, город дорогой (М. Кажлаев — Н. Алиев])
- Кто-то, где-то (?)
- Ландыши (О. Фельцман — О. Фадеева)
- Лунной тропой (А. Островский — Г. Регистан)
- Майское утро (В. Людвиковский — В. Драгунский)
- Мерелю (Э. Рознер — Ю. Цейтлин)
- Мой Вася (О. Фельцман — Г. Ходосов)
- Мой милый (А. Островский — Ю. Цейтлин)
- Над Москвою рекой и над Вислой (А. Лепин — М. Матусовский)
- Наша улица (А. Цфасман — В. Драгунский, Л. Давидович)
- Не встретимся (А. Островский — И. Кашежева)
- Непонятные слова (Б. Меррилл — М. Липский)
- Ну, улыбнись (Д. Львов-Компанеец — В. Гурьянов
- Ну что тебе сказать про Сахалин? (Я. Френкель — М. Танич)
- Озорница (Доменико Модуньо)
- Первый лёд (Плачет девочка в автомате) (О. Фельцман — А. Вознесенский)
- Песня остаётся с человеком (А. Островский — С. Островой)
- Поезда (О. Фельцман — М. Матусовский)
- Последние кочевники (О. Фельцман — Н. Олев)
- Продавщица игрушек (Е. Птичкин — О. Фадеева)
- Прости (А. Бабаджанян — Г. Регистан)
- Синие сумерки (Т. Бромберг — И. Алешковский)
- Синий вечер подари (А. Зацепин — Л. Кривощёков)
- Старый клён (А. Пахмутова — М. Матусовский)
- Субботний вечерок (С. Туликов — В. Харитонов)
- Ты скажи мне, расскажи, река (А. Зацепин — Л. Кривощёков)
- Улетают лётчики (М. Федин — И. Шамов)
- Ходит песенка по кругу (О. Фельцман — М. Танич, И. Шаферан)
- Ягнёнок (С. Агабабов — М. Гаирбеков)
- Ясная ночь (В. Мещерин — Г. Фере)